# Timbres de France

## Timbres de France d'usage courant
Voir la page de chaque timbre pour une description détaillée.
Tous ces timbres sont dans le domaine public.
|  |  |  |  |

## Timbres fiscaux

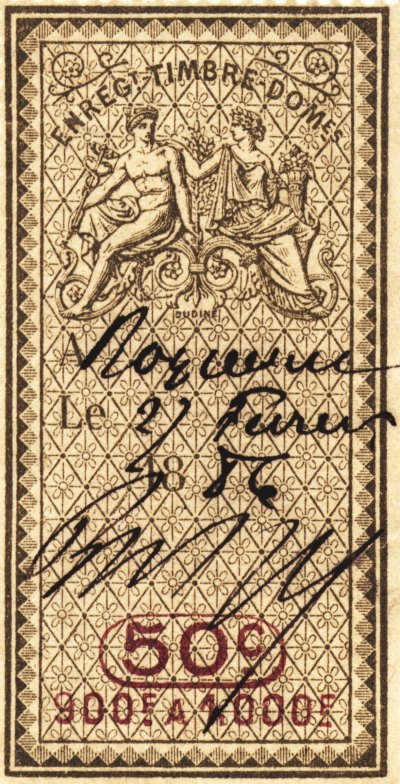
Timbre fiscal français. Mention manuscripte Roquevaire, 27 février 1886, MM (Marcel Milliard)

## Timbres à surtaxe
|  |  |

## Timbres commémoratifs
|  |  |

## Timbres préoblitérés
|  |  |  |

## Timbres Poste aérienne
|  |

## Timbres Taxe
|  |  |

## Franchise militaire
|  |  |

## Colonies françaises
|  |  |